# NGC 1314
NGC 1314 é uma galáxia espiral (Scd) localizada na direcção da constelação de Eridanus. Possui uma declinação de -04° 11' 11" e uma ascensão recta de 3 horas, 22 minutos e 41,1 segundos.
A galáxia NGC 1314 foi descoberta em 1886 por Frank Leavenworth.